# Fidelidade (Versicherung)
Fidelidade Companhia de Seguros SA, ehemals Fidelidade Mundial, ist ein portugiesisches Versicherungsunternehmen. Es führt seine Geschichte auf das Jahr 1808 zurück. Seit 2014 wird Fidelidade mittelbar vom chinesischen Beteiligungskonglomerat Fosun International kontrolliert; zuvor war der Versicherer ein Tochterunternehmen des staatseigenen Kreditinstituts Caixa Geral de Depósitos (CGD). Fosun hatte für die Übernahme des Mehrheitsanteils von 80 % am Versicherungskonzern 1 Milliarde Euro geboten. Fidelidade hatte 2014 im Inland einen Marktanteil von 26 % und ist damit der größte Versicherer in Portugal.
Zu den Geschäftsbereichen von Fidelidade gehören unter anderem der Krankenversicherer Multicare und der Verkehrsrisikenabsicherer Cares. Über Fidelidade hält Fosun wesentliche Beteiligungen an mehreren westlichen Großunternehmen verschiedener Branchen.